# 畝本毅
畝本 毅（うねもと つよし、1960年7月17日 - ）は、日本の検察官、弁護士。
東京地方検察庁特捜部副部長や、大阪地方検察庁特捜部長、大阪高等検察庁次席検事、大阪地方検察庁検事正等を経て、高松高等検察庁検事長。退官後、大江橋法律事務所 カウンセル 。

## 来歴・人物
東京都出身。1983年 中央大法学部法律学科卒業。1989年 検事任官（名古屋地方検察庁）。1993年 名古屋税関密輸出入取締対策愛知地区協議会委員。
1996年 証券取引等監視委員会事務局総務検査課課長補佐。1999年 東京地方検察庁特別捜査部検事。2003年 大阪地方検察庁特別捜査部検事。
2005年司法研修所検察教官室教官、司法試験（第二次試験）考査委員。
2007年証券取引等監視委員会事務局特別調査課特別調査管理官。2009年 東京地方検察庁特別捜査部副部長。2012年大阪地方検察庁特別捜査部長。2014年最高裁判所司法研修所検察上席教官。
2016年金沢地方検察庁検事正、金沢保護司選考会委員長。
2017年から大阪地方検察庁次席検事を務め、2018年には森友学園問題の捜査終結を受けて、大阪中之島合同庁舎で行われた記者会見に山本真千子大阪地方検察庁特別捜査部長らと出席して対応にあたるなどした。
2019年、大阪高等検察庁次席検事 兼 法務省法務総合研究所大阪支所長、大阪弁護士会資格審査会委員。2021年大阪地方検察庁検事正、下級裁判所裁判官指名諮問委員会地域委員会（大阪）地域委員、大阪保護司選考会委員長。
2022年高松高等検察庁検事長。2023年辞職、第一東京弁護士会弁護士、大江橋法律事務所カウンセル。2024年西日本電信電話社内調査委員会委員、熊谷組法遵守監査委員会委員。

## 家族
- 畝本直美（妻：第33代検事総長）[1]